# Профили мужества
«Профили мужества» (англ. Profiles in Courage) — сборник политических биографий, созданный Джоном Фицджеральдом Кеннеди в 1956 году. В книге описываются смелые и принципиальные поступки восьми сенаторов из истории США, которые взяли на себя ответственность проигнорировать мнение своей партии и избирателей, поступая так, как они считали правильным и в общегосударственных интересах. За эту независимую деятельность они подвергались серьёзной критике и теряли популярность, что зачастую сказывалось на их дальнейшей карьере. Кеннеди до и после написания книги также занимал пост члена Сената и ему были близки подобные исторические аналогии. Книга посвящена жене автора — Жаклин Кеннеди. За это сочинение в 1957 году будущий президент США получил Пулитцеровскую премию в номинации «За биографию или автобиографию». После выхода книги и награждения её этой престижной премией в адрес Кеннеди прозвучали обвинения в том, что он использовал труд авторов, которые не были официально представлены в этом качестве. 
После убийства президента в 1963 году интерес к книге возрос и на её основе был создан телевизионный сериал-антология эпизоды которого транслировались еженедельно на NBC в 1964—1965 годах. В 1990 году семья Кеннеди учредила премию «Профиль мужества», чтобы отметить людей, которые действовали отважно и принципиально в том же духе, что и описанные американские политики в книге.

## История

### Создание

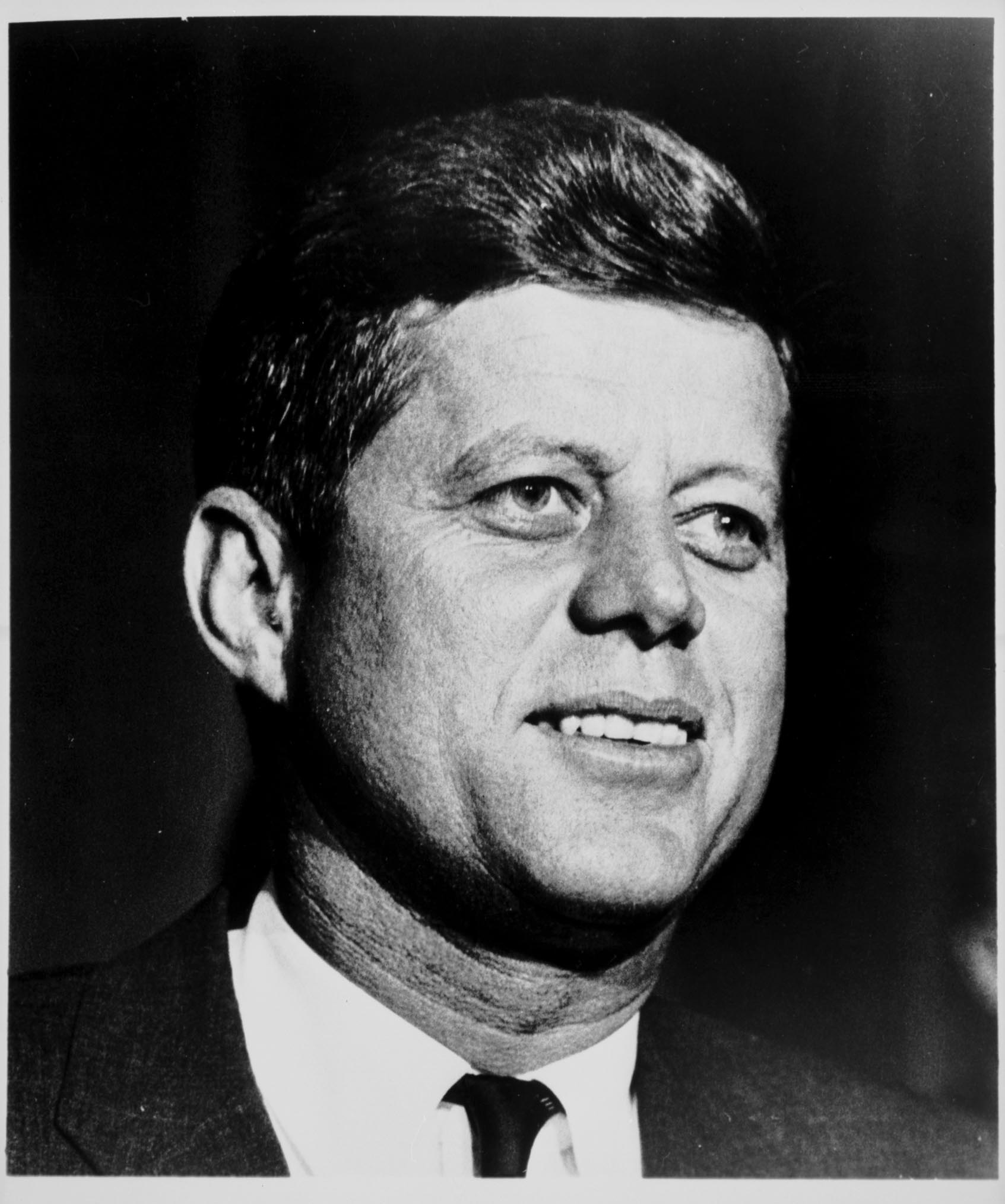
Джон Фицджеральд Кеннеди — 35-й президент США

Джон Фицджеральд Кеннеди был избран в Палату представителей США в 1946, 1948 и 1950 годах от штата Массачусетс. В 1952 и 1958 годах он был избран от Массачусетса и работал в Сенате до ухода в отставку после того, как в 1960 году был избран 35-м президентом США. Его заинтересовал отрывок книги Герберта Агара «Цена союза» (одна из любимых книг будущего президента) о мужестве, проявленном сенатором от Массачусетса Джоном Куинси Адамсом, шестым президентом США (1825—1829). Эта история натолкнула Кеннеди на мысль написать о нескольких примерах сенаторского мужества, имевших место в истории США. По словам политика, он стал разрабатывать эту идею в октябре 1954 года, после одной из операций на позвоночнике. Он показал заинтересовавший его отрывок своему помощнику Теодору Соренсену и попросил его посмотреть, сможет ли он найти ещё несколько подобных примеров. По воспоминаниям Соренсена, Кеннеди обратился к нему со следующими словами: «Когда-нибудь я хотел бы написать статью, может быть, для Harper 's или The Atlantic или что-то в этом роде, о сенаторском мужестве, тех, кто выступает против влиятельных интересов, против того, что популярно, против политического давления, в национальных интересах». Соренсен сделал это, представив в январе 1955 года первоначальный вариант идеи Кеннеди, и в конце концов материала хватило не только на статью, как первоначально предполагал политик, но и на целую книгу.   

Президент США Джон. Ф. Кеннеди и его советник Теодор Соренсен, 1963

Считается, что с помощью нескольких научных сотрудников и материалов Библиотеки Конгресса США Кеннеди завершил книгу, в тот период, когда он был прикован к постели, проходя реабилитацию после повторной операции на позвоночнике. Это хирургическое вмешательство было вызвано последствиями травмы полученной во Второй мировой войны, которую он провёл во время кампании на Соломоновых островах (1942—1945) в качестве командира торпедного катера PT-109. За храбрость, проявленную во время военных действий, он был удостоен множества наград. И если его политическую позицию в бытность сенатором из-за низкой законодательной активности в тот период нельзя охарактеризовать как мужественную, то его личная военная храбрость у историков не вызывает сомнений. Болезнь позволила ему уклониться в 1954 году от голосования против сенатора Джозефа Маккарти (идеолога маккартизма, на которого работал его брат Роберт). В связи с этим Элеонора Рузвельт иронически заметила, намекая на название книги Кеннеди, что она желала бы видеть у него «менее гордый профиль, но больше мужества». Имело место мнение, что эта книга стала для автора своеобразным раскаянием за его позицию в отношении Маккарти.   
Работа посвящена супруге автора — Жаклин Кеннеди, с пометкой — «Моей жене». В конце авторского предисловия, написанного в 1955 году, указывалось: «Эта книга была бы невозможна без воодушевления, помощи и критики, высказываемой с самого начала моей женой Жаклин, чью поддержку на протяжении всех дней моего излечения я никогда не смогу оценить в полной мере».    

### Выход и приём

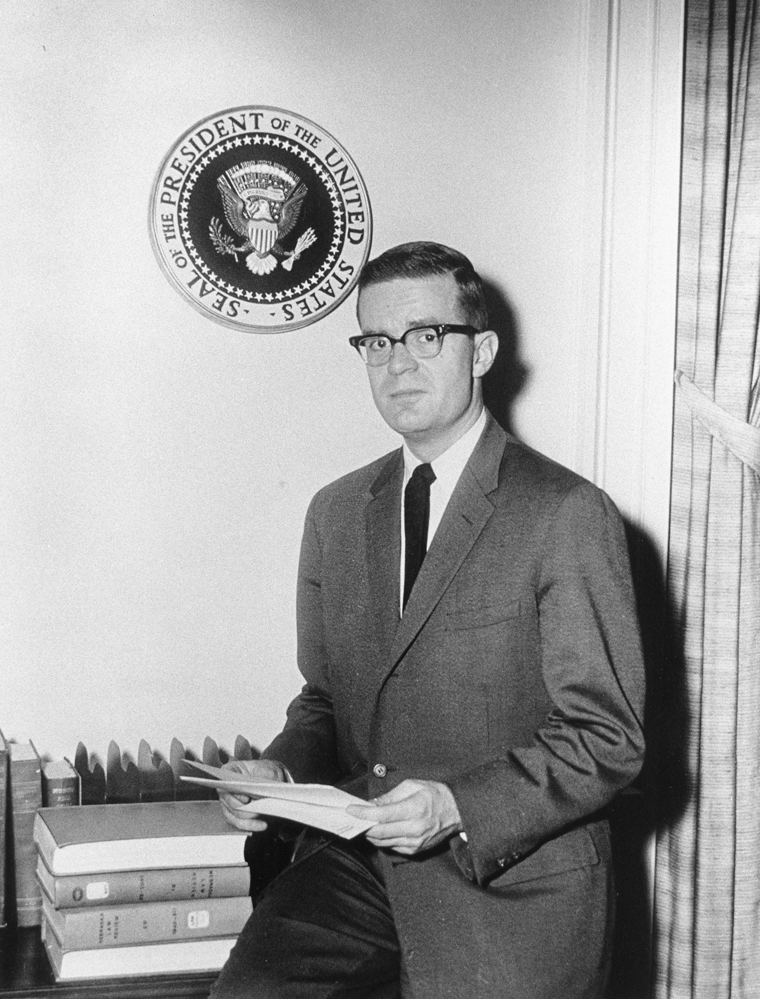
Теодор Соренсен — специальный советник и спичрайтер президента США Джона Ф. Кеннеди, 1961—1963

После выхода в начале января 1956 года «Профили мужества» стали бестселлером. За эту работу в мае 1957 года Кеннеди получил Пулитцеровскую премию в номинации «За биографию или автобиографию». Считается, что значительную роль в присуждении этой награды сыграл Джозеф Патрик  Кеннеди — отец будущего президента США. Кроме того, большую работу в популяризации этой провёл и сам автор. После выхода книги разразился скандал, связанный с обвинениями в адрес Кеннеди в том, что, в той или иной мере, он не является единственным автором. Подобные сомнения были высказаны в еженедельнике The Village Voice, где указывалось, что кроме заявленного автора у него был фактический. Эта информация заинтересовала ФБР, в связи с чем было установлено наблюдение за сотрудниками издания. 7 декабря 1957 года журналист Дрю Пирсон появился на канале ABC в качестве гостя в телевизионной передаче Майка Уоллеса, где заявил, что Кеннеди получил Пулитцеровскую премию за книгу, которая была написана за него, а её настоящим создателем назвал Соренсена. Кеннеди заявил в ответ на обвинения, что возмущён и не смирится с «этой открытой нападкой на мою честь и достоинство». Эти обвинения в привлечении «призраков-авторов» неоднократно звучали в прессе, что вызывало неудовольствие семьи Кеннеди. Её глава, Джозеф Патрик, увидел передачу с участием Пирсона и поручил своему адвокату Кларку Клиффорду подать на канал в суд на 50 000 000 долларов. После этого Клиффорд и Роберт Ф. Кеннеди появились на ABC и заявили руководству, что они подадут в суд, если телесеть не выступит с полным опровержением и не принесёт извинения. Уоллес и Пирсон настаивали на том, что прозвучавшая информация была действительной правда, и отказывались отступать от своей позиции. Тем не менее, ABC осуществило опровержение и извинилась, что привело Уоллеса в ярость. После обвинений Кеннеди и Соренсен пришли к выводу, что слухи могут разрушить президентские планы политика. Последний дал письменные показания под присягой, в которых говорилось, что его роль сводилась к помощи в «сборе и подготовке исследований и других материалов, на которых основана большая часть книги». В документе говорилось, что его участие было отмечено сенатором в предисловии, несмотря на то, что признание появилось только после того, как Соренсен попросил о ней Кеннеди. В своей автобиографии — «Counselor: A Life at the Edge of History», изданной в 2008 году, Тед Соренсен заявил, что фактически написал большую часть книги. Однако он признал и вклад своего начальника, от которого он получал указания, материалы, исправления текста глав. Соренсен писал, что Кеннеди «особенно много и усердно работал над первой и последней главами, задав тон и философию книги». Кроме того, по словам Соренсена, его начальник «публично признал во введении к книге мою значительную роль в её сочинении», а также «неожиданно и щедро» предложил вознаграждение, предоставленное на протяжении нескольких лет, что он принял и расценил «как более чем справедливым». Сам номинальный автор в предисловии перечислил людей, которые имели к отношение к созданию книги особо отметив вклад своего фактического соавтора: «Наивысшая благодарность моему помощнику — исследователю Теодору С. Соренсену за бесценную помощь в подборе и подготовке материала, лёгшего в основу книги». Впоследствии Кеннеди, который очень гордился книгой, крайне болезненно воспринимал иронию по отношению к своему авторству и, по словам российского историка Эдуарда Иваняна, для него не было «ничего более оскорбительного, чем подвергнуть сомнению его роль в её создании». По поводу степени авторства, нашумевшего политического исследования, существуют различные точки зрения, заключающиеся в диапазоне от полного признания его за Кеннеди, за Соренсоном или в более компромиссной форме — между ними. Также отмечается, что будущий президент США привлекал к работе и других консультантов. Некоторые исследователи, не отрицая роли привлечённых сотрудников и, прежде всего Соренсена, указывают на то, что без Кеннеди эта книга бы не появилась и он сыграл ведущую роль в её создании. Это касается общей идеи, некоторых важнейших глав и общего руководства проектом. Иванян резюмировал эту точку зрения следующим образом: «Поэтому мы вправе считать, что всё вычитанное в книге „Профили мужества“ есть не что иное, как изложение собственного отношения Джона Ф. Кеннеди к персонажам этой книги и вообще к роли и месту политического мужества в американской истории».      
Существуют сведения, что в 1961 книга была опубликована в СССР редакцией специальной литературы (с 1964 года до 1991 года входило в структуру издательства «Прогресс») под названием «О мужестве» малым тиражом с грифом «Распространяется по специальному списку», в продажу не поступала.

## Обзор и характеристика
«Профили мужества» — это не только название его книги, но и своего рода девиз. Урок этого политического и государственного деятеля не исчерпывается одним этим понятием. Политика, отражая жизнь, призвана вмещать всё её многообразие. И не случайно Джон Кеннеди любил афоризм, гласящий, что «политика есть величайшее и достойнейшее из предприятий».
По поводу содержания своей работы Кеннеди указывал, что её главной темой является рассмотрение проблем соотношения мужества и политики: «Политика создавала ситуации, мужество подсказало предмет разговора. Мужество, универсальное достоинство, осознается всеми нами, но эти портреты мужества не развеивают тайны политики». В книги нашли место смелые, непопулярные решения американских государственных деятелей, которые зачастую шли вразрез с интересами их избирателей, соратников по партии. Они вызывали сложности в дальнейшей карьере, но соответствовали общенациональным интересам. Эти политические акты, как заявлено автором, иллюстрируют отдельные самые выдающиеся и драматичные примеры проявлений «политического мужества». Советские государственные деятели и американисты Громыко А. А. и Кокошин А. А. в своей книге «Братья Кеннеди» писали, что основная тема книги — роль Сената и его членов в аппарате управления федерации: «Джон фокусирует внимание на сложных ситуациях, в которых оказываются законодатели, когда решение уже невозможно и нужно занять чёткую позицию по тому или иному вопросу». Она предназначена, отмечали они также, для широкого круга читателей и не отягощена сложными построениями и специфической лексикой. 
Кеннеди обращается к нескольким эпизодам из биографий американских политиков, расположенных в книге, в общем и целом, в хронологическом порядке. Эта структура по замыслу создателя иллюстрирует тот факт, что решительность в развязывании политических проблем не имеет временных границ, может и должна проявляться в любую эпоху. В основной части рассмотрены восемь политических биографий американских государственных деятелей, каждому из которых посвящена отдельная глава. Многие из этих примеров посвящены национальному единству в условиях существования разногласий между рабовладельческими и аболиционистскими штатами. Кроме того, в десятой главе —«Другие образы политического мужества», приводятся примеры подобных фактов в жизни других представителей Сената США.

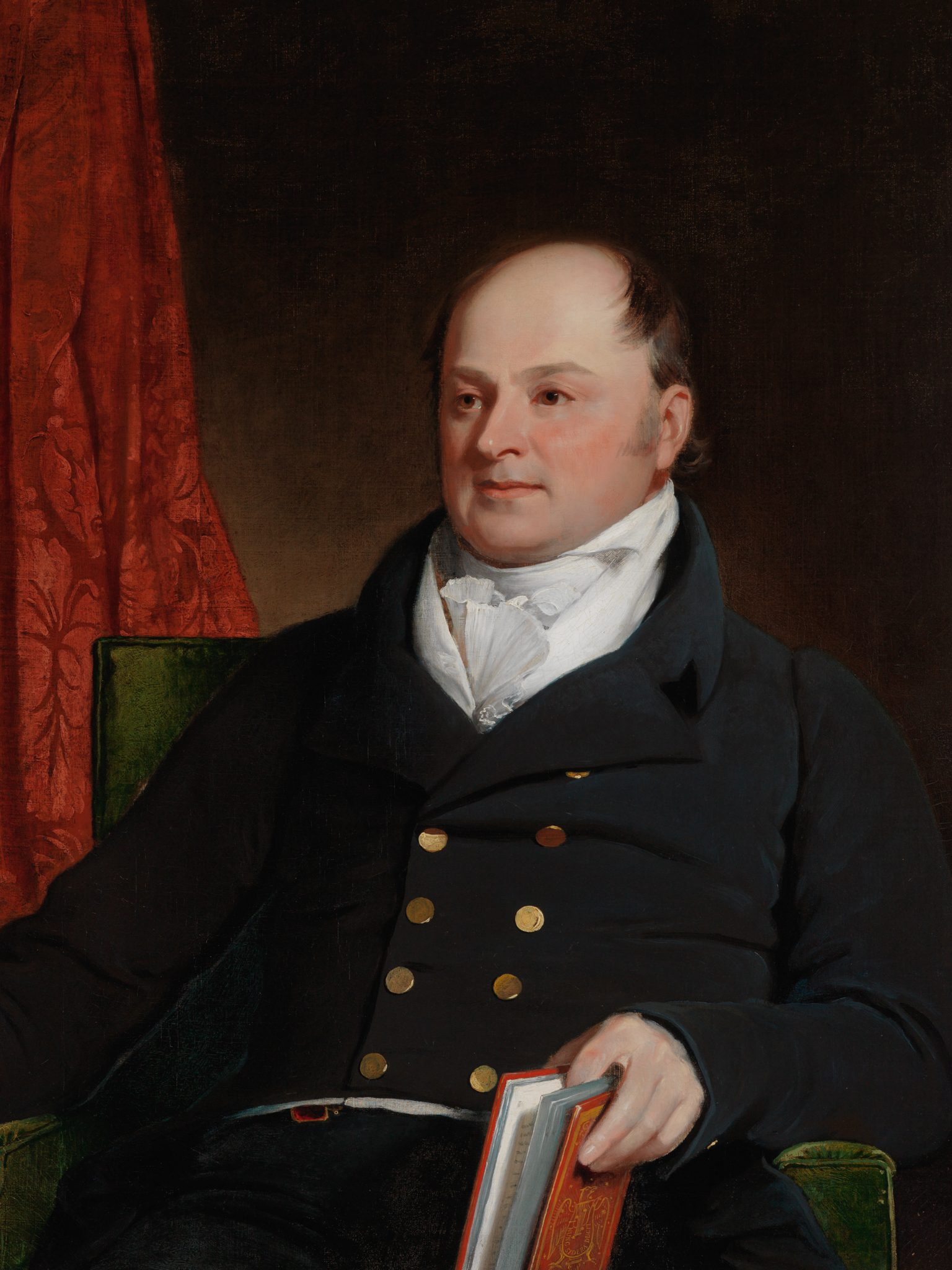
Джон Куинси Адамс (художник Ч. Р. Лесли), 1816

- Джон Куинси Адамс (1767—1848) — политический деятель, сенатор от штата Массачусетс, шестой президент США (1825—1829). Одобрение Кеннеди он заслужил за отрыв от Федералистской партии, деятельность которой, по его мнению, в то время противоречила американским национальным интересам. Это противодействие политике своих однопартийцев имело место прежде всего по отношению к Великобритании в период наполеоновских войн, что вызвало как их неудовольствие, так и его избирателей. Принципиальность, проявленная им в этих вопросах сделала его, по выражению Кеннеди, «человеком без партии». Сокрушительный удар по федералистам был нанесён в середине 1810-х годов, когда они отказались поддержать Англо-американскую войну 1812—1815 годов, что поставило их на грань раскола. Разгромное поражение федералистов на выборах 1816 года и наступившая после него Эра доброго согласия (1816—1824) положили конец их активности. Окончательно партия прекратила существование в 1820-х годах. На посту президента Адамс ввёл высокие защитные тарифы, выгодные промышленникам, однако они вызвали недовольство плантаторов и фермеров. Адамс выступал в конгрессе против рабства. В 1828 году проиграл выборы и не был переизбран на второй срок, как до этого и его отец — второй президент США Джон Адамс.

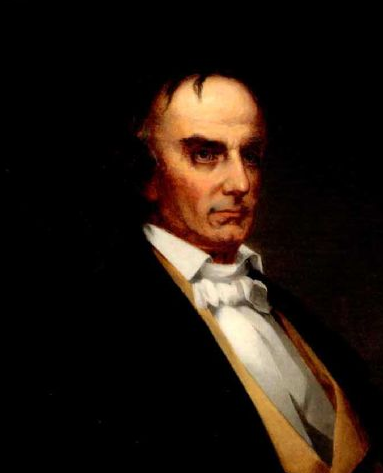
Дэниэль Уэбстер (художник Э. Т. Биллингс)

- Дэниел Уэбстер (1782—1852) — государственный секретарь США в 1841—1843 и 1850—1852 годы, сенатор в 1827—1841 и 1845—1850 годы, член Палаты представителей в 1813—1817 и 1823—1827 годы. Выдающийся оратор. В своей известной речи, заслужившей высокую оценку Кеннеди, высказался за Компромисс 1850 года между Северными и Южными штатами, посредством которого были урегулированы некоторые вопросы рабства и территориальные  проблемы между субъектами США. Это выступление было подвергнуто критики со стороны многих политических деятелей, возражавших против единства страны и обвинивших Уэбстера в «предательстве». По словам Кеннеди, обращение Уэбстера привело «к его политическому распятию и к его историческому осуждению по меньшей мере на полвека»[19].

Томас Харт Бентон (художник М. Х. Джуэтт), 1820-е годы

- Томас Харт Бентон (1782—1858) — сенатор от рабовладельческого штата Миссури с 1821 по 1851 год, сторонник единства страны и территориального расширения на запад. Оставался членом Демократической партии, несмотря на противодействие распространению рабства на новых территориях страны (Техас, Орегон). Эта независимая политика привела к критике со стороны членов его партии и противников аболиционизма. Он стал первым сенатором избираемым беспрерывно на протяжении тридцати лет. Однако его независимые взгляды привели к поражению за избрание в Сенат в 1854 и 1855 годах, а в 1856 году на пост губернатора Миссури[20].

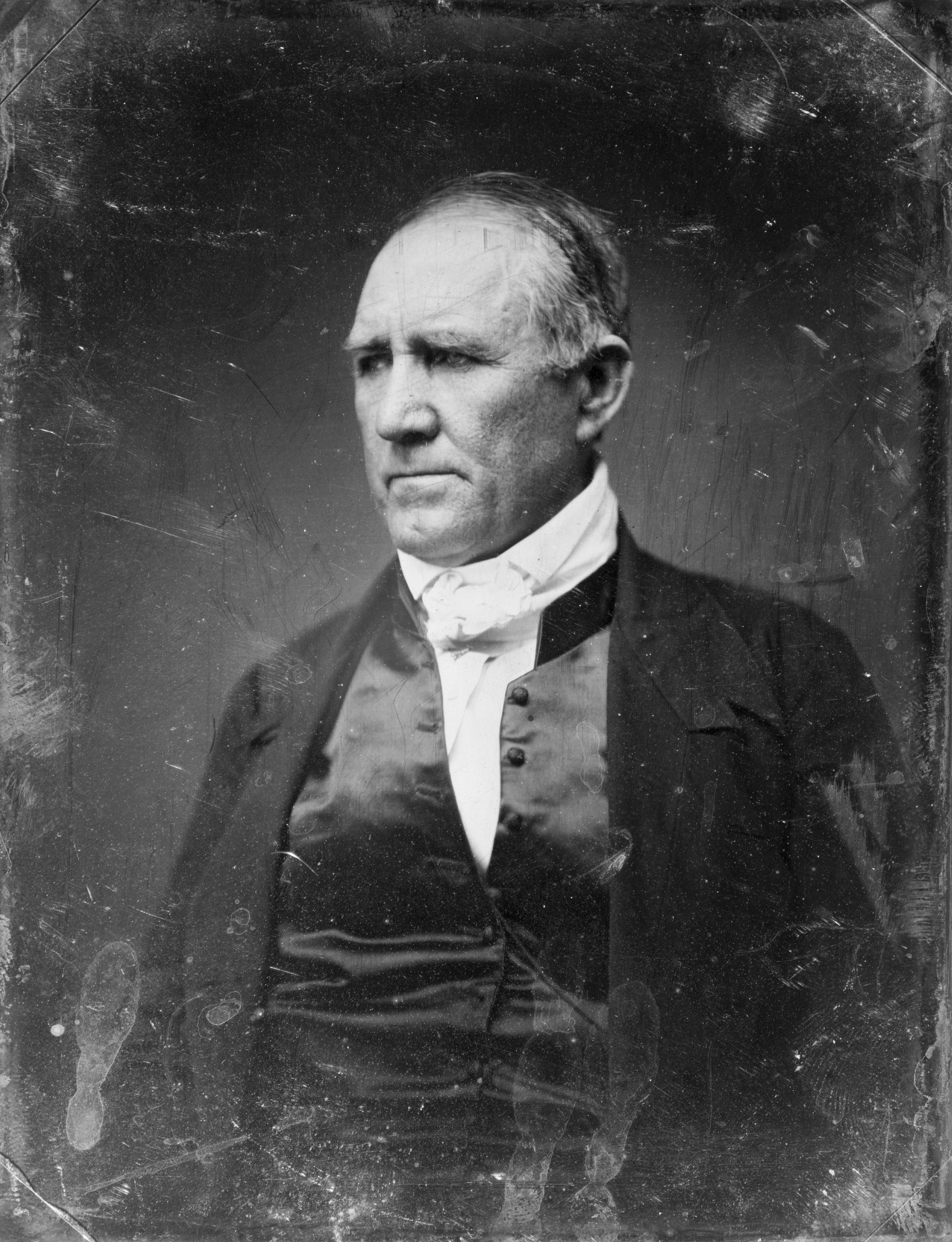
Сэм Хьюстон, 1850-е годы

- Сэм Хьюстон (1793—1863) — политик и государственный деятель, член палаты представителей от штата Техас (1823—1827), губернатор Теннесси (1827—1829), первый и третий президент республики Техас (1836—1838 и 1841—1844), сенатор от штата Техас (1846—1859), губернатор Техаса (1859—1861). Выступил против Закона Канзаса-Небраски 1854 года, отменявшего Миссурийский компромисс 1820 года, в соответствии с которым штат Миссури был принят в Союз как рабовладельческий, а штат Мэн — как свободный от рабовладения. Билль Конгресса от 1854 года образовывал новые Территории Канзас и Небраска, открывал их для заселения, и предоставлял населению новообразованных территорий самостоятельно решить вопрос с узакониванием или запретом рабовладения. Выступал против возобновления работорговли в Техасе и его сецессии, укрепление связей между штатами в рамках единого государства, но с учётом их прав.

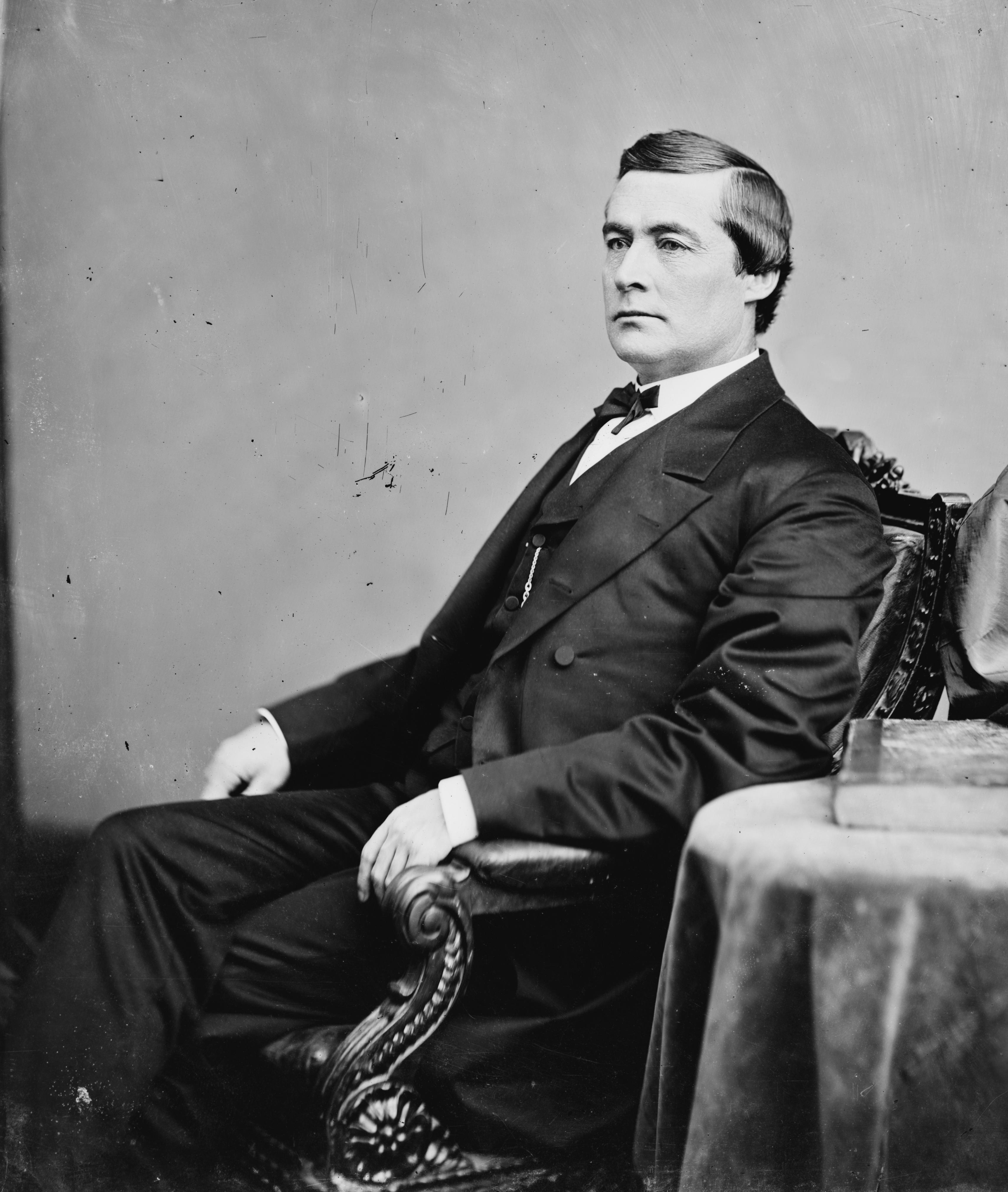
Эдмунд Гибсон Росс

- Эдмунд Гибсон Росс[англ.] (Edmund Gibson Ross, 1826—1907) — сенатор от штата Канзас (1866— 1871), проголосовавший в 1868 году против импичмента президента Эндрю Джонсона, проводившего, по мнению республиканцев, после окончания Гражданской войны в США слишком мягкую политику в отношении побеждённых южных штатов. С учётом голосования Росса инициаторам импичмента не хватило одного голоса, чтобы собрать большинство в две трети, необходимое для обвинительного приговора и отрешения Джонсона от должности.

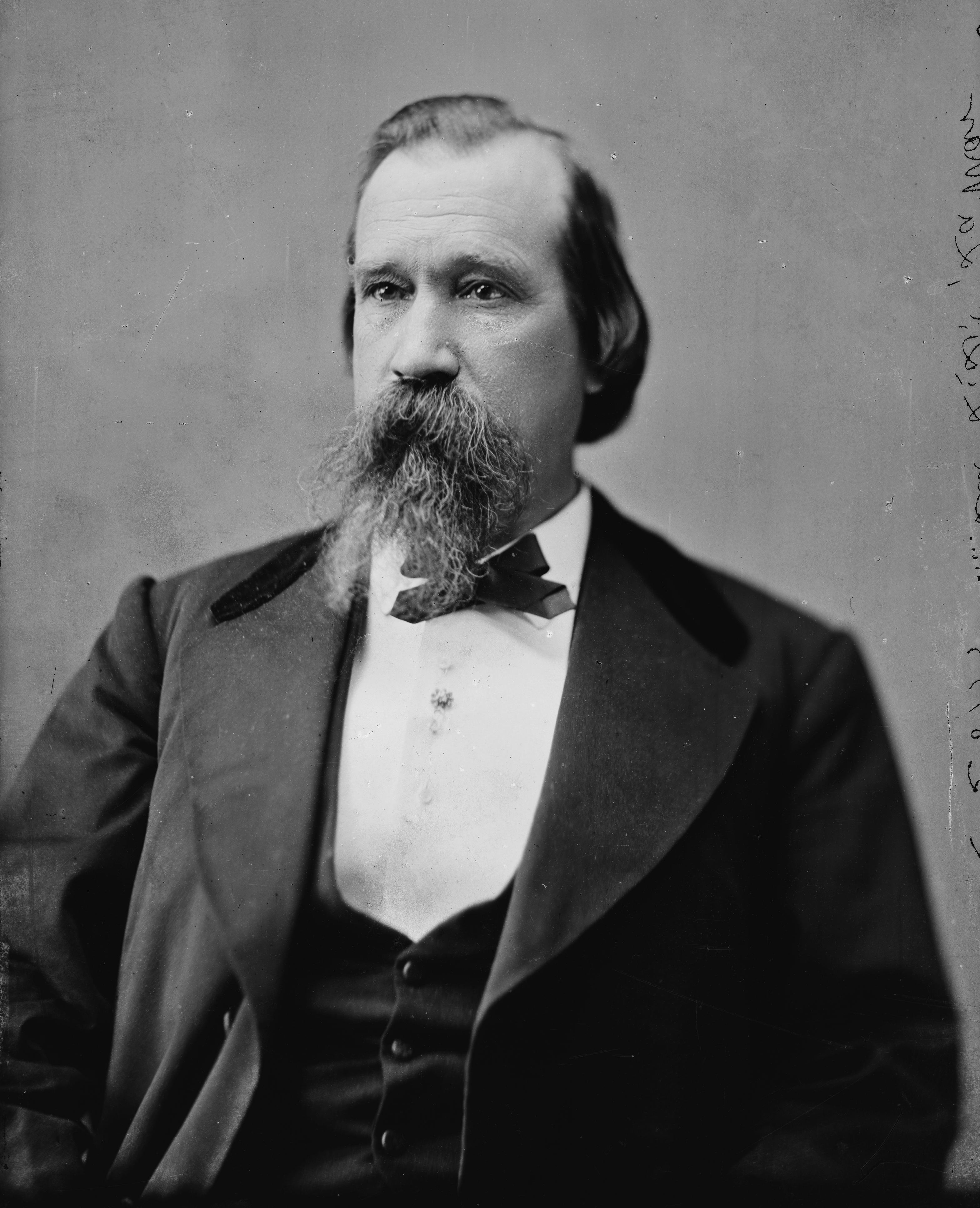
Люциус Ламар

- Люциус Ламар[англ.] (Lucius Quintus Cincinnatus Lamar; 1825—1893) — представитель демократов от штата Миссисипи в Палате представителей, неожиданно для многих, защищавший наследие радикального республиканца Чарльза Самнера, который выступал за жёсткий курс в отношении побеждённых штатов во время проведения Реконструкции Юга (1865—1877). Ламар произнёс надгробную речь в отношении своего политического оппонента, который в конце жизни выступал за примирение северян и южан. Такую же позицию стал занимать после войны и Ламар, который считал, что «единственный путь, которым должен идти я вместе с другими представителями Юга, — это делать всё возможное, чтобы ослабить напряжённость между частями страны и принести мир и примирение»[21]. Несмотря на критику и непонимание со стороны части населения своего штата, в 1877 году он был избран сенатором США. Также работал министром внутренних дел (1885—1888) и членом Верховного суда (1888—1893) США.

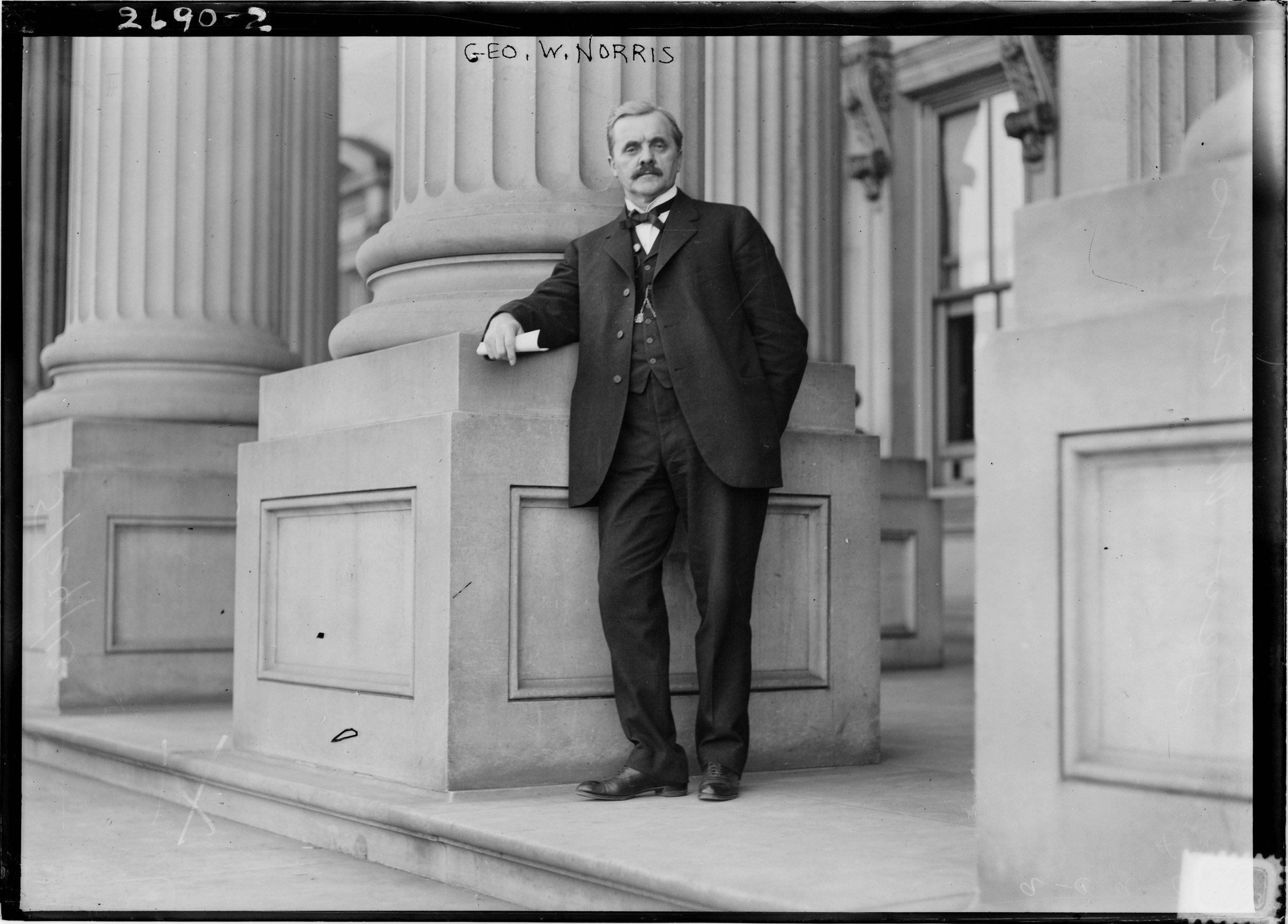
Джордж Норрис, 1913

- Джордж Норрис (1861—1944) — член Республиканской партии, представитель либерального крыла партии («прогрессист»); провёл пять сроков в Палате представителей (с 1903 до 1913), а затем — ещё пять сроков подряд являлся сенатором от штата Небраска (с 1913 по 1943). В книге отмечается его противодействие автократической власти Джозефа Герни Кэннона в качестве спикера палаты представителей, а также за выступление против вооружения торговых судов США во время нейтрального периода в Первой мировой войне и за поддержку президентской кампании демократа Эла Смита. По поводу противодействия «царю» (Кэннону) в «Профилях мужества» написано: «Свержение кэннонизма, которое приветствовали в Небраске все, за исключением нескольких стойких приверженцев партии, потребовало, однако, исключительного мужества и лидерских способностей от молодого конгрессмена, подвергшего энергичной критике глубоко окопавшихся лидеров и готового пожертвовать всеми благами и связями, которые сулит партийная лояльность»[22].

- Роберт Альфонсо Тафт

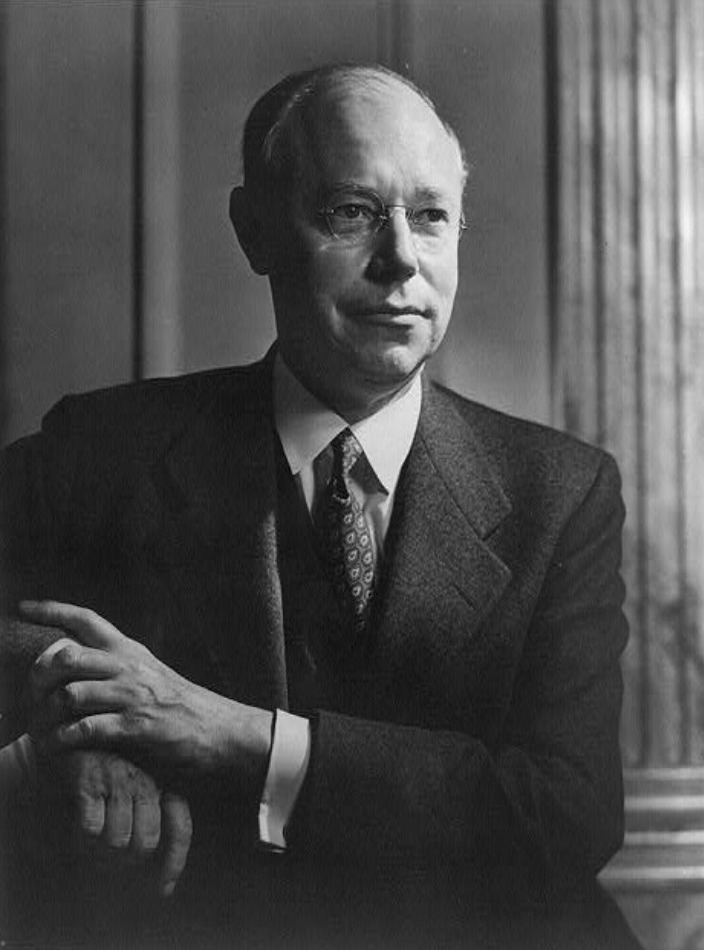
Роберт Альфонсо Тафт

Роберт Альфонсо Тафт (1889—1953) — в 1921—1931 годах член палаты представителей штата Огайо. В 1931—1932 годах член Сената штата Огайо. В 1939—1953 годах сенатор США от штата Огайо, лидер консервативных республиканцев. В январе—июле 1953 года лидер большинства в Сенате США. В книге оценены его действия в отношении критики Нюрнбергского процесса в части предания суду нацистских военных преступников по законам ex post facto. В своём выступлении «Равная справедливость по закону», состоявшегося 6 октября 1946 года, Тафт выступил против казни одиннадцати немецких военных преступников, что, по его мнению, было актом мщения, но никак не правосудия. «В ходе этого процесса мы согласились с русской идеей о цели суда — государственной политикой, а не правосудием, — имеющей мало общего с англосаксонским наследием. Облачив политику в форму судебной процедуры, мы можем дискредитировать всю идею правосудия в Европе на многие годы вперёд», — заявил политик. Это заявление вызвало негодование не только многих средств массовой информации, ветеранских организаций, политических оппонентов Тафта, но и членов его партии. Однако несмотря на поднятую шумиху это не помешало победе республиканцев в 1946 году и заметно не сказалось на карьере политика, однако, по мнению Кеннеди, стало «иллюстрацией его непоколебимого мужества, проявленного в противостоянии напору общественного мнения в деле, которое он считал правым».

## В культуре
В 1956 году Кеннеди подарил экземпляр книги Ричарду Никсону, который ответил, что с нетерпением ждёт возможности её прочесть. После поражения от Кеннеди на президентских выборах в США в 1960 году Мейми Эйзенхауэр посоветовала Никсону написать собственную книгу. Когда последний посетил Белый дом в апреле 1961 года то получил аналогичный совет и от Кеннеди, так как, по его мнению, создание книги может значительно улучшить общественный имидж любого публичного человека. В ответ на эти советы Никсон написал свою книгу «Шесть кризисов» (1962), которая рассматривается как фактический ответ на «Профили мужества». В ней Никсон описывает свою деятельность в качестве вице-президента США и кандидата на должность президента США, проигравшего предвыборную гонку Кеннеди. 
После убийства президента в 1963 году интерес к книге возрос и на её основе был создан телевизионный сериал-антология, эпизоды которого транслировались еженедельно на NBC с 8 ноября 1964 года по 9 мая 1965 года. В 1990 году семья Кеннеди учредила премию «Профиль мужества» (Profile in Courage Award), чтобы отметить людей, которые действовали отважно и принципиально в том же духе, что и описанные американские политики в книге.